# Cratere Halius
Halius è un cratere sulla superficie di Teti.